# Lycée International de Saint-Germain-en-Laye

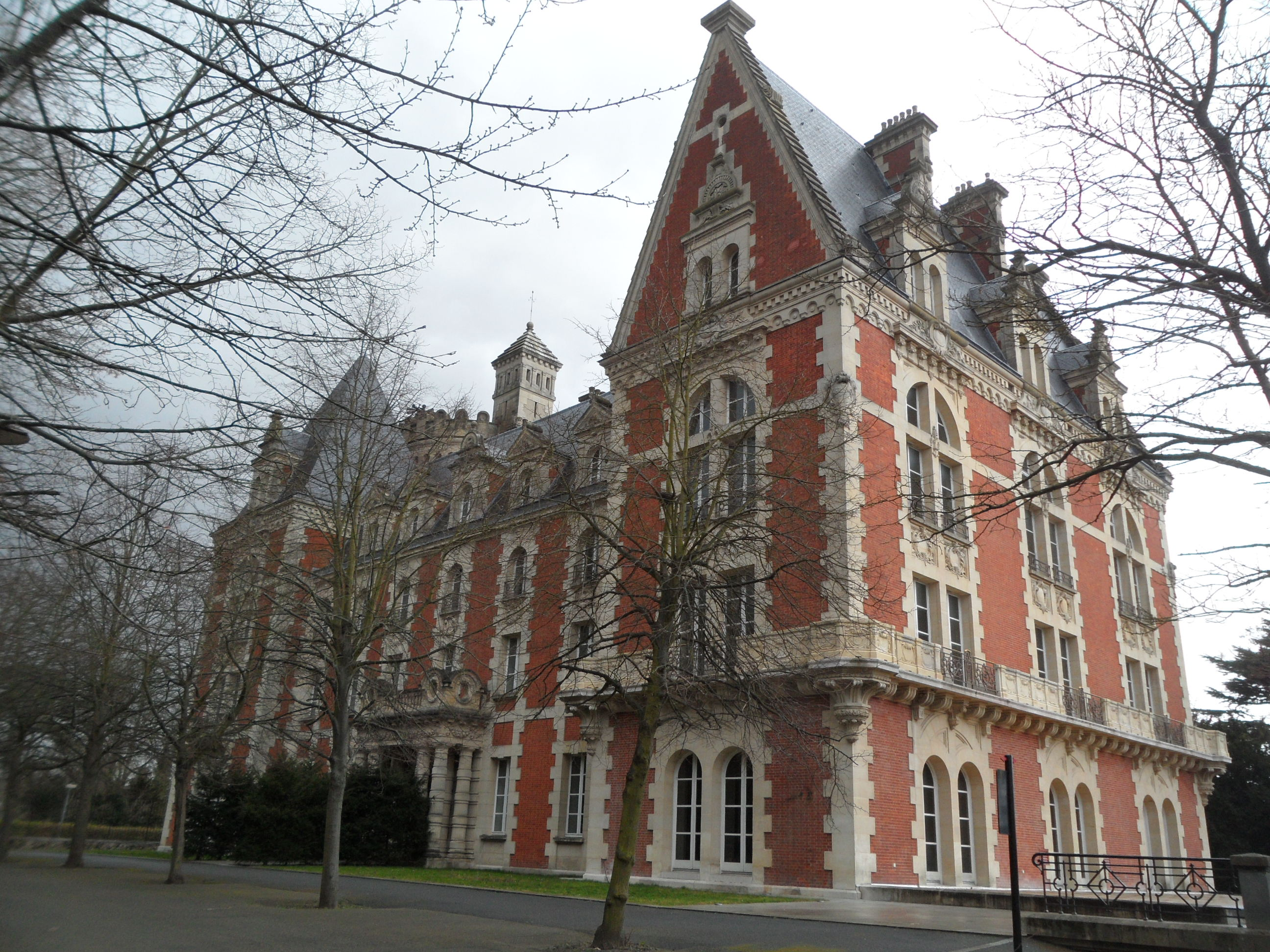
Château d'Hennemont

O Lycée International de Saint-Germain-en-Laye é uma instituição pública de ensino secundário e superior, localizada em Saint-Germain-en-Laye, França. Sua origem remonta a 1952, quando foi criado por Dwight D. Eisenhower sob o nome de École Internationale de l'OTAN.